# Antonio Bordoni
Antonio Bordoni   (Mezzana Corti, 19 de juliol de 1789 - Pavia, 26 de març de 1860) fou un matemàtic italià, conegut pels seus llibres de text. Va publicar llibres i articles sobre anàlisi matemàtica, càlcul infinitesimal i mecànica, en la tradició de Lagrange.
Després d'estudiar a la Universitat de Pavia, on es va graduar el 1807, va ser professor de matemàtiques a l'Escola Militar de Pavia, fundada per Napoleó mentre governava la Itàlia septentrional. El 1815, amb la caiguda de Napoleó, ve ser destituït pel nou govern del Regne Llombardovènet, sota el regnat de Francesc I d'Àustria, que va clausurar l'Escola Militar; però aviat va tenir un nou lloc de treball com a professor de la universitat de Pavia. El 1818, en morir el seu mestre, Vincenzo Brunacci el va substituir com a catedràtic de matemàtiques.
Els anys 1827 i 1828 va ser rector de la universitat i el 1854, en establir-se oficialment la facultat de Matemàtiques, en va ser el cap d'estudis. La seva tasca renovadora del estudi de les matemàtiques a Pavia va donar importants fruits, amb una notable col·lecció de matemàtics fins al segle xx, que es van inclinar per la física matemàtica.

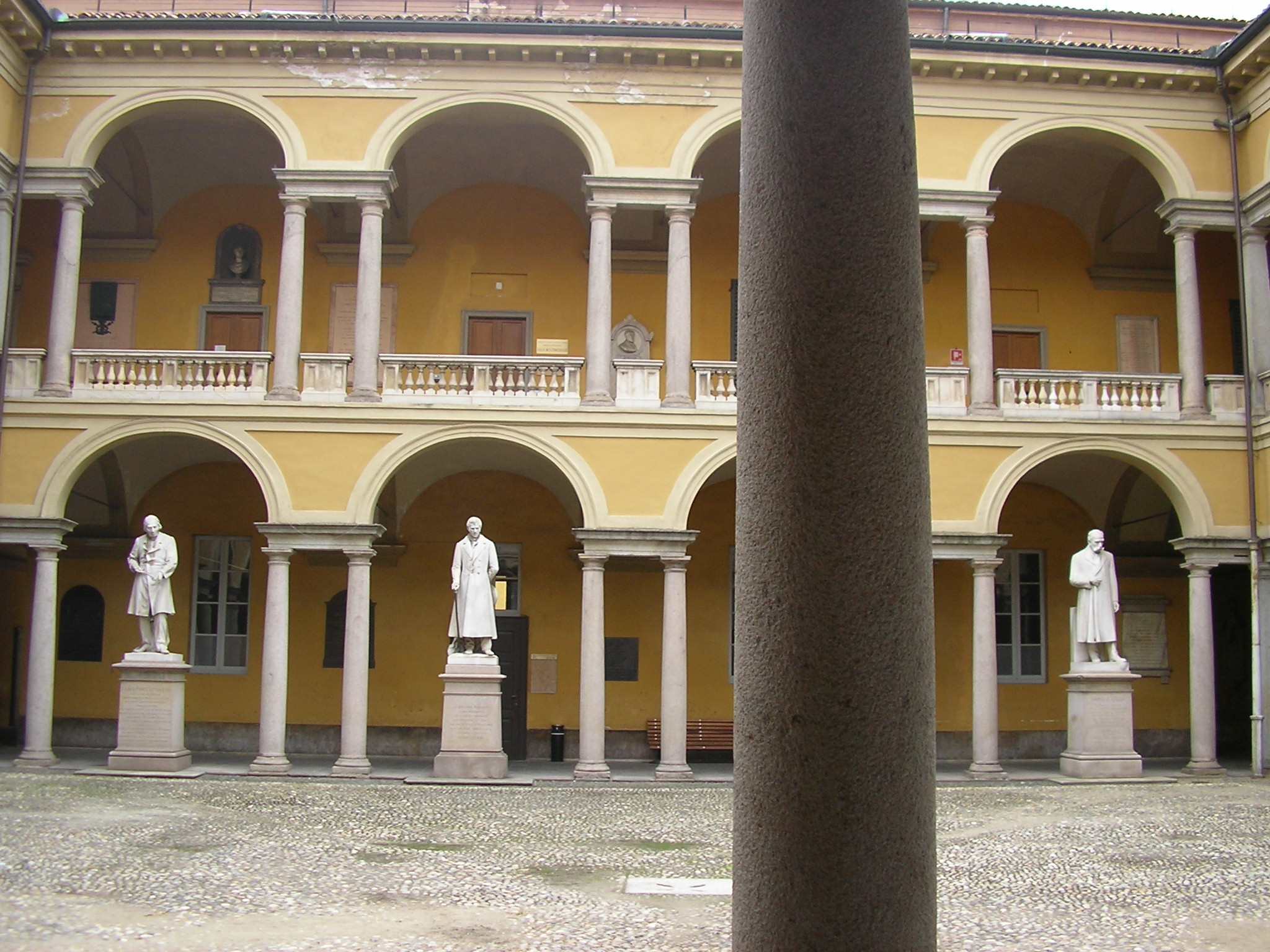
La segina estàtua per l'esquerra és Antonio Bordoni.

Va morir el 1860, just un mes després d'haver estat nomenat senador.
Anys després es va erigir una estàtua en el seu honor al claustre (Cortile delle statue) de la universitat de Pavia.
El seu llibre més notable son les seves Lezioni di calcolo sublime, publicat en dos volums el 1831 i basat en la teoria de les funcions analítiques de Lagrange.

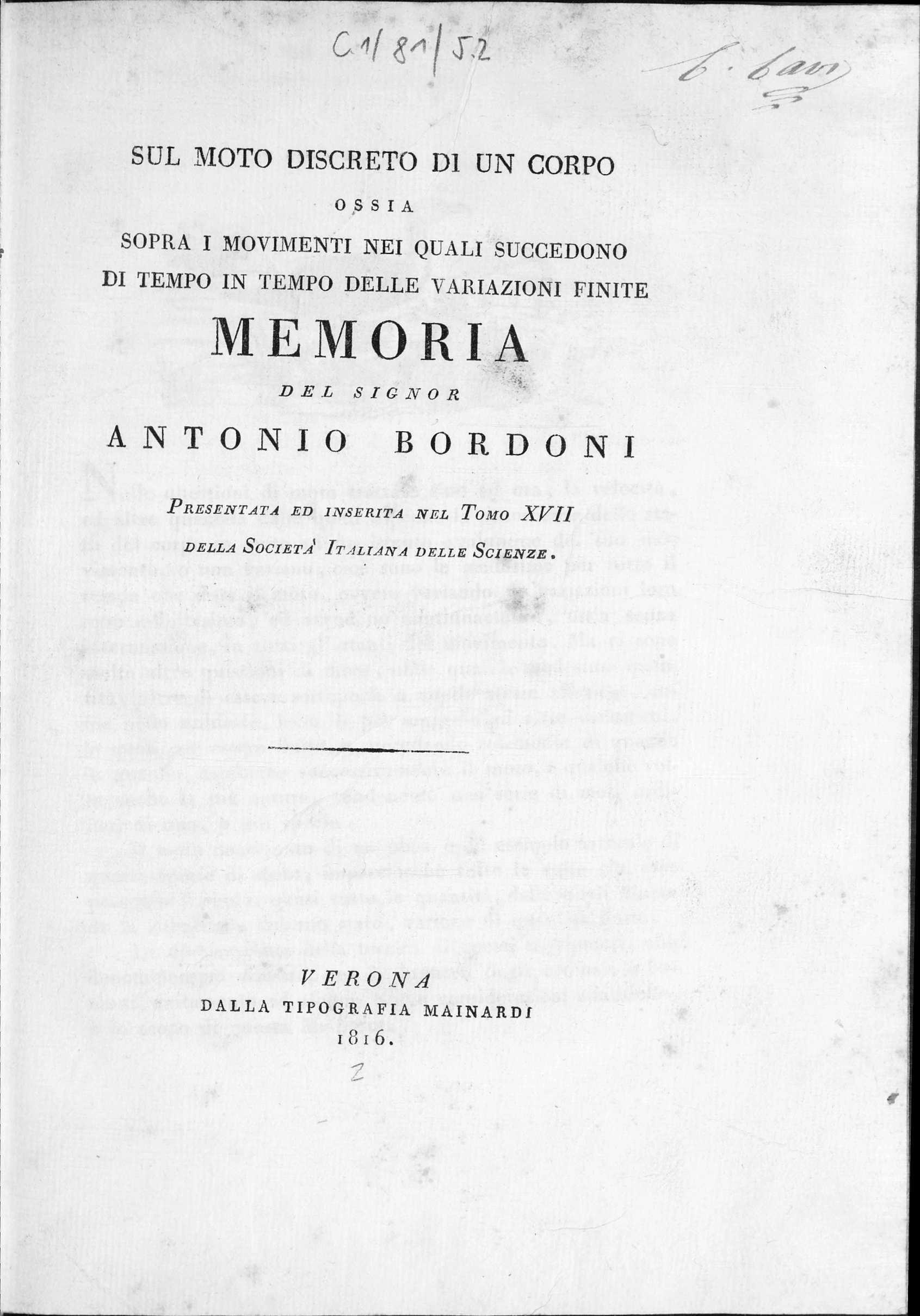
Sul moto discreto di un corpo, 1816
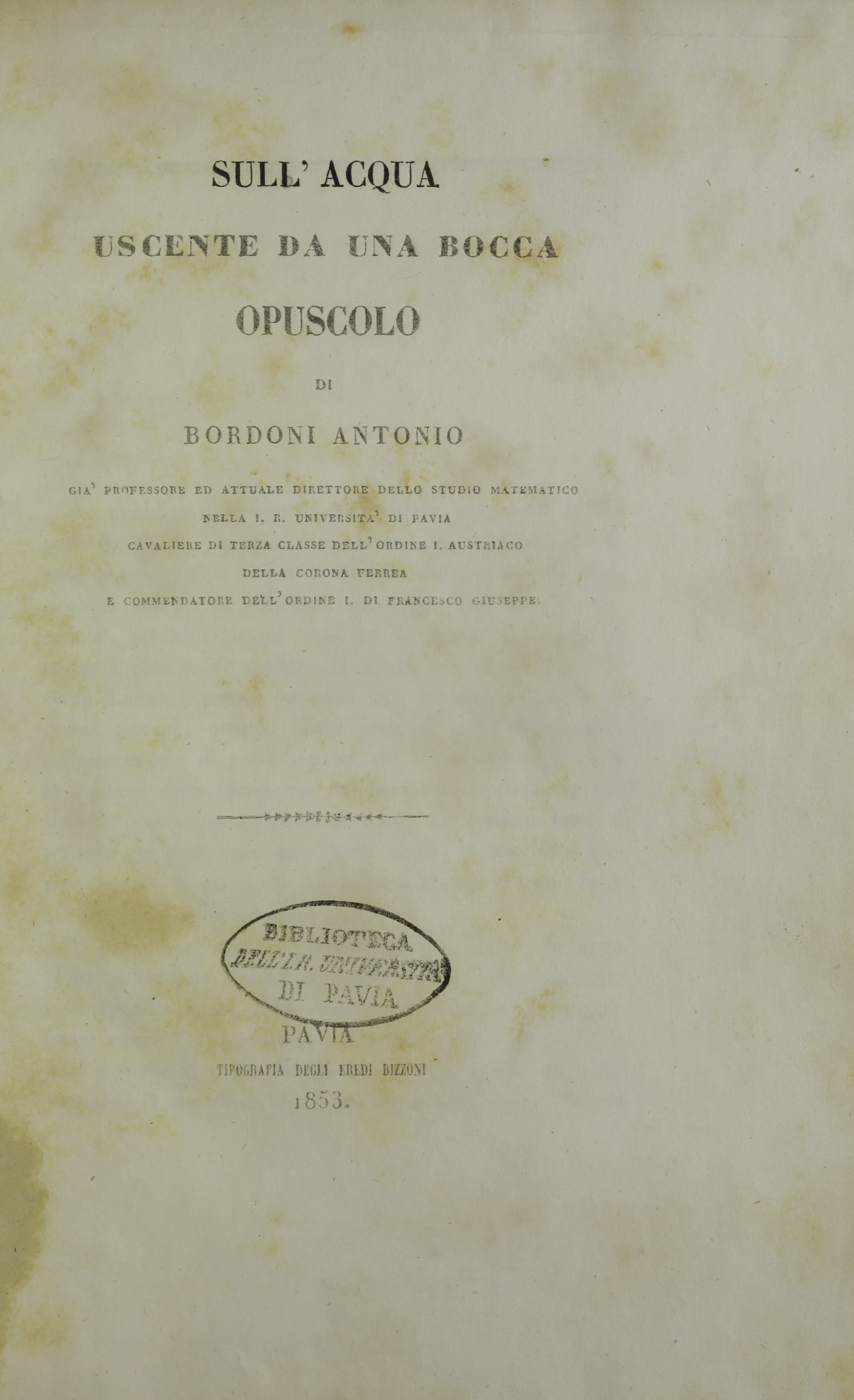
Sull'acqua uscente da una bocca, 1853